# Masllorenç
Masllorenç è un comune spagnolo di 429 abitanti situato nella comunità autonoma della Catalogna.